# Замок Агалард

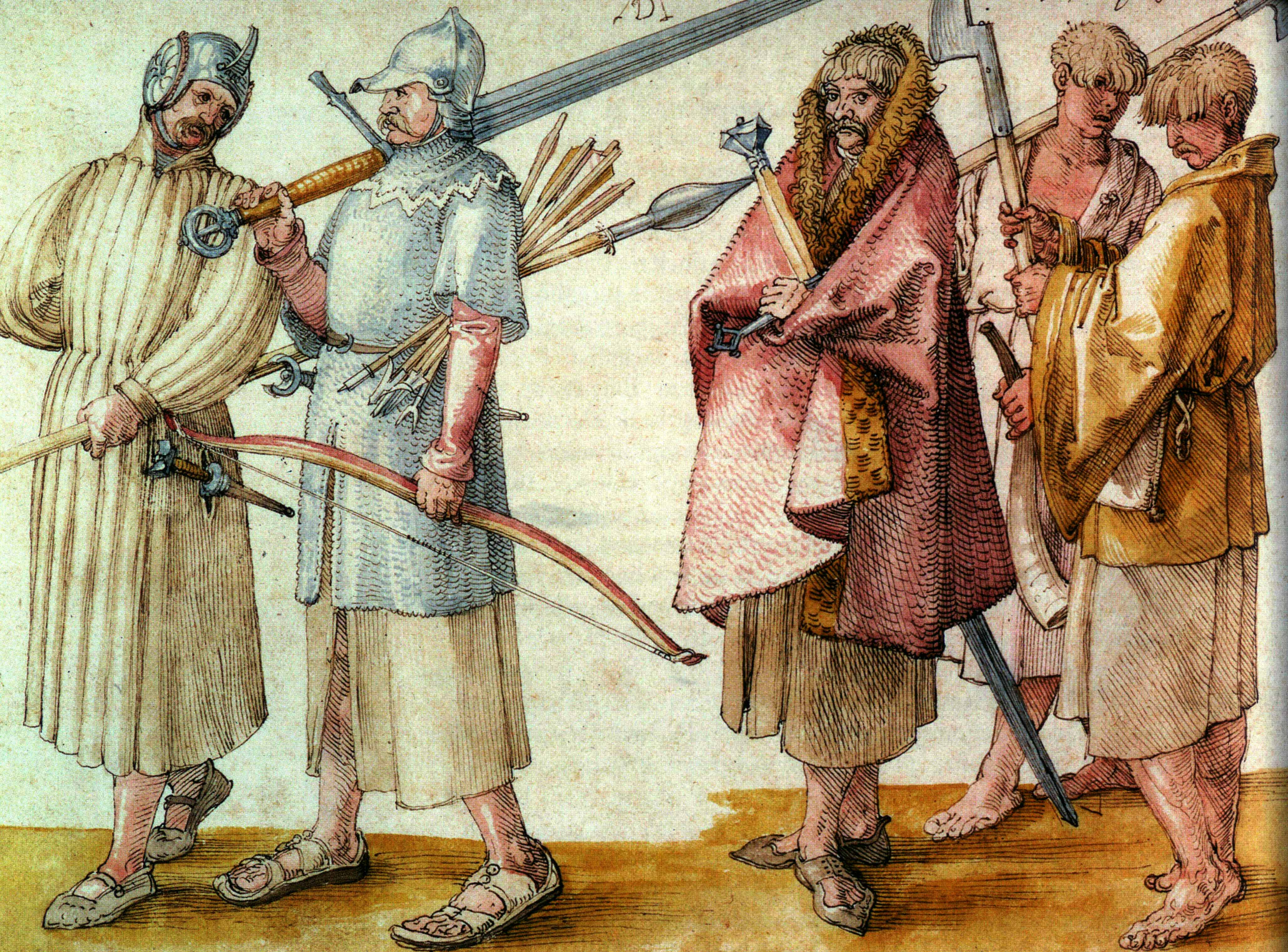
Галлогласси. Малюнок Альбрехта Дюрера.

Замок Агалард (англ. Aghalard Castle, ірл. Caisleán Achadh Leathard) — замок Ахад Лехард — один із замків Ірландії, розташований в графстві Мейо. Замок стоїть між озерами Лох-Маск та Лох-Корріб. Замок збудований з дикого какменю — з вапняку. Замок стоїть на вапняковому плато. Замок являє собою зруйновану вежу, що стоїть на південь від селища Кастлбар. Товщина стін досягає 1,5 м. Збереглися гвинтові сходи. На південь від вежі є сліди зовнішніх стін.

## Історія замку Агалард
Замок побудований в 1490 році нащадками МакДоннелла з Кнокнаклой, що був так званим галлоглассом — найманим солдатом-іноземцем феодала Берка з Мейо. Замок являє собою трьохповерхову вежу з квадратними башточками на верху. Замок був захоплений в 1596 році Едвардом Барбазоном — І бароном Арді, Уліком Берком — ІІІ графом Кланрікард та Джеймсом Рібахом Д'Арсі. Але незабаром вони покинули замок, коли почули про підхід ірландського ватажка Хью Роу О'Доннелла. У документах інквізиції від 1617 року згадуються Вальтер, Едмонд, Баллаг і Каллаг Макдоннелл з замку Агалард. Очевидно, що це були сини Олександра МакДоннелла. Замок залишився у володіннях родини МакДоннелл з клану МакДоннелл. У ХІХ столітті замок продали. Його купив сер Бенджамін Гіннес. Землі навколо замку довгий час були частиною маєтку землевласників Д'Арсі. Родина Д'Арсі купила ці угіддя в опікунів полковника Джона Брауна в 1747 році. У документах 1814 року згадується Патрік МакДоннелл як володар замку Агалард. У «Десятинній прикладній книзі», що опублікована в 1834 році згадується Джеймс МакДоннелл як володар замку Агалард. Гріффіт у 1855 році теж пише, що володарем замку Агалард є Джеймс МакДоннелл. Батьком Джеймса був Волтер МакДоннелл — депутат парламенту Великої Британії. Джеймс був племінником Патріка МакДоннелла. Останньою людиною, що жила в замку Агалард була Еліза МакДоннелл (до шлюбу Лінч) — дружина Джеймса МакДоннелла. Вона померла в 1871 році.
Замок має низку цікавих архітектурних особливостей — кам'яне оздоблення вікон та кутів замку. Біля замку є кілька штучних печер. Про замок є низка легенд — легенда про леді Морган, легенда про блажену форель та інші.